# 큰긴코아르마딜로
큰긴코아르마딜로(Dasypus kappleri)는 남아메리카에 사는 아르마딜로의 일종이다. 콜롬비아와 베네수엘라, 에콰도르, 기아나, 프랑스령 기아나, 페루, 볼리비아, 브라질에서 발견된다. 홀로 떨어져 야행성 생활을 하는 육상 동물이며, 보통 시냇가와 습지 근처에서 서식한다. 절지동물과 기타 무척추동물을 먹는다. 큰긴토아르마딜로는 아르마딜로 중에서 가장 큰 종의 하나이며, 일반적으로 전체 몸길이는 83~103 cm, 몸무게는 15kg까지 달한다.

## 아종
- Dasypus kappleri kappleri Krauss, 1862
- Dasypus kappleri pastasae Thomas, 1901